# Spojka
Spojka, u strojarstvu općenito, je rastavljivi spojni strojni dio. U užem smislu, spojka je strojni dio za prenošenje okretnoga momenta ili gibanja s jednoga vratila na drugo, također kvačilo, konstruiran tako da se prijenos može isključiti i time odvojiti pogonska od gonjene strane stroja.
Nerazdvojive (neizvrstive) spojke ne omogućuju rastavljanje spoja tijekom rada stroja, a mogu biti: 
- krute spojke (prirubne i kolutne);
- elastične spojke (prirubne s ulošcima od gume, umjetnoga materijala, čeličnih opruga i slično);
- kompenzacijske spojke (lučni zubi, kuglasti i kardanski zglobovi) kod vratila, koje stoje jedna prema drugoj pod malim kutom;
- dilatacijske spojke (kandžaste), koje omogućuju aksijalni pomak i pod djelovanjem okretnoga momenta.

Upravljive spojke (razdvojive ili izvrstive spojke) omogućuju razdvajanje spoja i tijekom pogona, a izvode se: 
- kao isključne kandžaste spojke, kod kojih je za ukopčavanje ili iskopčavanje potreban kratkotrajni prekid pogona ili samo okretnoga momenta;
- kao tarne spojke (konusne, tanjuraste, lamelne), koje trenjem svojih tarnih ploha prenose okretni moment i najčešće se koriste na motornim vozilima, građevinskim i sličnim strojevima. Ukopčavanje može biti mehaničko, hidraulično, pneumatsko ili elektromagnetsko, i to tijekom pogona;
- centrifugalne spojke ukopčavaju se povećanjem broja okretaja pogonskoga stroja, a zadatak im je olakšavanje ubrzanja stroja;
- automatske spojke na vozilima se mehanički, hidraulički ili električno ukopčavaju pokretanjem ručice mjenjača brzine. Takva je i spojka sa željeznim prahom (magnetno-reološka), koji pod utjecajem električnog toka čini od ulja krutinu koja spaja pogonski i gonjeni dio;
- sinkronizacijske spojke vozila izjednačuju brojeve okretaja vratila u mjenjačkoj kutiji radi olakšavanja ukopčavanja zupčanika, a izvode se kao konusne i lamelne.
- hidraulične spojke prenose okretni moment dinamičkim djelovanjem fluida koji cirkulira između pumpe i turbine. Ukopčavanje i iskopčavanje postiže se punjenjem ili pražnjenjem sustava fluidom. Klizanje je pri ubrzavanju znatno, a pri punom broju okretaja i opterećenja stupanj djelovanja vrlo je visok;
- sigurnosne spojke (sa zaticima, s kuglicama, zubne i tarne) štite od preopterećenja, oštećenja i loma strojne dijelove gonjenoga stroja.

Spojka služi za stalno ili povremeno spajanje dviju osovina ili vratila u svrhu prenošenja okretnog momenta. Osim prenošenja momenta sile, pojedine vrste spojki imaju dodatna svojstva:
- prilagodbu odstupanjima osi vratila nastalim netočnom izradom, netočnom ugradnjom ili pod djelovanjem opterećenja,
- prigušenje vibracija na uvijanje (torzija),
- smanjenje titranja (oscilacija) momenta uvijanja i udara pri pokretanju i u radu,
- upravljano ili automatsko uspostavljanje ili prekidanje prenošenja momenta uvijanja
- osiguravanje od preopterećenja ili neželjenog smjera okretanja.

## Vrste spojki
Spojke dijelimo ih prema primjeni i konstruktivnim svojstvima u nekoliko grupa i podgrupa:
- neelastične spojke koje kruto prenose okretni moment (bez značajnijeg uvijanja);
  - krute spojke ili čvrste spojke – spajaju dvije osovine u jednu cjelinu, te mogu prenositi i moment savijanja;
  - pomične ili kompenzacijske spojke – prenose okretni moment kruto, ali dozvoljavaju male aksijalne, krute ili poprečne pomake između osovina;
- elastične spojke dozvoljavaju kruto uvijanje između osovina i elastično prenose okretni moment. Obično mogu kompenzirati i manje poprečne i aksijalne pomake;
- tarne spojke prenose okretni moment trenjem. Upotrebljavaju se kao uključno – izvrstive spojke za povremeno uključivanje radnog stroja u pogon. Uključivanje može biti mehaničko, hidrauličko, pneumatsko i elektromagnetsko;
- hidrodinamičke spojke okretni moment prenose mlazom tekućine (ulja), a sastoje se od rotora pumpe na pogonskoj, rotora turbine na gonjenoj strani i zajedničkog kućišta. U kombinaciji s tarnim spojkama mogu biti izvedene kao automatski mjenjači.
- specijalne spojke.

### Neelastične spojke
Kako se prenošenje momenta vrtnje neelastičnih spojka obavlja bez prigušivanja i potpuno kruto, njihova upotreba ograničena je na slučajeve u kojima nema promjena tog momenta ili su promjene toliko male da ih se može zanemariti. Osim spojka koje pri tome ne omogućavaju pomake vratila (krute spojke), u ovu skupinu ubrajaju se i one koje, iako su neelastične, mogu kompenzirati bilo uzdužno toplinsko istezanje (dilatacijske spojke), bilo poprečne i kutne pomake (pokretljive spojke), odnosno i jedne i druge (kutnopokretljive i uzdužnopokretljive, pokretljivodilatacijske spojke).

#### Čvrste spojke
Iz potpune krutosti ovih spojka slijedi zahtjev da središnjice s njima spojenih vratila budu koaksijalne (da im se os poklapa). Te spojke mogu djelovati ili naponom ili svojim oblikom. U prvom slučaju one prenose momente vrtnje između dvije svoje polovice obično trenjem, a u drugom obično vijcima. Klinovi koji se pri tome upotrebljavaju služe samo za osiguranje spojke od klizanja po vratilu. Najpoznatije krute spojke jesu školjkasta, kolutna, spojka Sellers i spojka Hirth. Čvrste spojke mogu biti:
- čahurasta spojka,
- školjkasta ili oklopna spojka,
- tanjurasta, prirubna ili kolutna spojka ima oblik prirubnice spojene s običnim, ili, još bolje, s dosjednim vijcima. Računa se na trenje, ali se vijci kontroliraju i na odrez (smik). Ako se radi s glavinom, obavezan je stezni spoj između glavine i osovine. Za brodske osovine rade se s iskovanim prirubnicama.

##### Čahurasta spojka
Čahurasta spojka ima oblik čahure i izrađena je od sivog lijeva ili čelika. Konstrukcija čahuraste spojke je jednostavna i najčešće se primjenjuje za spajanje vratila promjera du = 10 – 100 mm i čija je poravnatost osi unaprijed osigurana, dok orijentacijske mjere za čahurastu spojku iznose: 
- vanjski promjer čahuraste spojke d = (1,4 – 1,8) du i
- dužina čahuraste spojke l = (2,5 – 3,5) du.

Čahurasta spojka je navučena na krajeve vratila s kojima može biti spojena klinovima, perima, vijkom za pričvršćivanje ili poprečnim zaticima. Ako se za spajanje primjenjuju klinovi treba predvidjeti povećanu dužinu utora na vratilima koja će omogućiti umetanje klina, te radi toga čahurasta spojka ne može biti postavljena neposredno pored ležaja. Čahurastom spojkom se mogu spojiti i nazubljena vratila, ali je tada nazubljen i provrt spojke. Postavljanje i skidanje čahurastih spojki je složeno, jer je potrebno pomaknuti jedno vratilo ili spojku za polovinu njene dužine. Ako pri ugradnji spojke uzdužni pomak vratila ili spojke nije moguć umjesto čahuraste spojke može se ugraditi školjkasta spojka.

##### Školjkasta spojka
Školjkasta spojka ili oklopna spojka sastoji se od dviju međusobno (s 4 do 8 vijaka) stegnutih polovina. Glave i matice vijaka postavljaju se naizmjenično radi smanjenja duljine spojke. Vijci su tako upušteni da ne prelaze rotacijsku konturu spojke. Zbog sigurnosti na radu, spojka se oblaže limenom oblogom. Između polovina spojke mora i nakon pritezanja ostati stanovita zračnost (od 0,5 do 1 mm) kako ne bi nalegla jedna polovina na drugu, jer spojka prenosi zakretni moment trenjem (oblikom), a klin služi samo kao osiguranje. Dvodijelna izvedba omogućava ugradnju i skidanje (montažu i demontažu) bez pomicanja vratila.

##### Ljuskasta spojka
Ljuskasta spojka se sastoji iz vanjske i unutarnje stožaste ljuske s nagibom stošca 1:30 do 1:80. Svojstveno za ljuskaste spojke je da su malih mjera (dimenzija) i mase. Unutarnja ljuska je tanka, jednodijelna i nerazrezana, a izrađena je iz kvalitetnog čelika. S unutarnje strane je cilindrična, a s vanjske stožasta. Unutarnji promjer joj je neznatno veći od promjera vratila, pa se lako postavlja. Vanjska ljuska je deblja, vanjskog promjera oko 1,5 i dužine oko 2,5 promjera vratila. S vanjske strane je cilindrična, a s unutarnje stožasta. Spojka se postavlja tako da se unutarnja ljuska postavi na vratilo, a preko unutarnje ljuske se navuče vanjska ljuska. Kako bi se navlačenje ljuske olakšalo vanjska ljuska ima urezane kanale na unutarnjoj strani kroz koje se prilikom postavljanja i skidanja utiskuje ulje. Stožasti oblik na unutarnjoj ljusci izvana, a na vanjskoj iznutra omogućava da se prilikom navlačenja vanjske ljuske elastično deformira unutarnja ljuska i priljubi uz krajeve vratila. To omogućuje prenošenje momenta uvijanja (torzije) s vratila na vratilo trenjem. Ljuskasta spojka se primjenjuje kod brodskih osovinskih vodova, vodnih turbina, mehaničkih prijenosa i slično. Školjkasta i ljuskasta spojka mogu prenijeti i uzdužnu (aksijalnu) silu ako se krajevi vratila posebno oblikuju i sastave primjenom dvodijelnog prstena, koji će biti usidren na krajeve vratila i tako preuzeti prenošenje uzdužne sile.

##### Prirubna spojka
Prirubna spojka ili kruta spojka s prirubnicima sastoji se iz dvije prirubnice koje se postavljaju na vratila, a mogu biti izvedene kao posebno oblikovani krajevi vratila. Kruta spojka s prirubnicama je obično izvedbe A DIN 116 (HRN M.C1.510), koja se sastoji od dvije glavine s prirubnicama, od kojih jedna prirubnica ima nastavak za centriranje, koje su povezane s dosjednim vijcima. U izvedbi B DIN 116 (HRN M.C1.510) upotrebljavaju se dvije jednake prirubnice koje se centriraju s dodatnim prstenom. Prirubnice se mogu oblikovati kovanjem krajeva vratila prema DIN 760 (HRN M.C1.510). Kruta spojka s prirubnicama može se izvesti i kao redukcijska spojka, na primjer jedna je prirubnica izrađena prikladnim oblikovanjem kraja šupljeg vratila većeg promjera, a druga prirubnica kao dio glavine koja se spaja na vratilo pomoću pera.

##### Kolutna spojka
Kolutna spojka zapravo je dotjeranija vrsta prirubne spojke'(spojke od jednostavnih prirubnica, koje su nakovane ili zavarene na vratila). Slično kao i kod prirubnih spojki, dva glavna dijela kolutne spojke ugrađuju se na vratila prešanjem ili toplim navlačenjem. Osim toga osiguravaju se klinovima. Uložak među glavnim dijelovima ovih spojka služi za centriranje. Uložak je dvodijelan u slučajevima kad je potrebno ugraditi (montirati) spoj bez uzdužnog (aksijalnog) pomicanja vratila ili kad je potrebno njegovo povremeno rastavljanje. U izvedbama bez uloška za centriranje posebno se oblikuju dosjedne površine glavnih dijelova spojke. Kod prijenosa momenta vrtnje konstantne veličine, sila trenja potrebna za spoj stvara se stezanjem spojnim vijcima. Pri udarnim opterećenjima primjenjuju se dosjedni vijci, odnosno vijci sa stožastim svornjakom. Kolutne spojke za promjere vratila do 160 mm imaju na kraju vratila dva koluta od sivog lijeva povezana perima, a međusobno su povezani dosjednim vijcima. One se mogu upotrebljavati kod nejednakih promjera vratila, a odlikuju se malim ugradbenim mjerama. Spajanje i rastavljanje (montaža i demontaža) moguća je samo ako se vratila odmaknu. Koluti imaju nastavke za centriranje ili ako su koluti jednaki, dvodjelne uložne ploče za centriranje. Demontažom ploče može se vratilo izdići. Dosjednim vijcima prenosi se okretni moment oblikom i silom. Prsteni se vežu za krajeve vratila perima ili se toplo navlače. Prirubne spojke su one kod kojih su krajevi vratila raskovani u obliku prirubnice. 

##### Spojka Sellers
Spojka Sellers ili Sellersova spojka sastoji se od dva nutarnja prorezana prstena navučena na krajeve vratila. Ti su prstenovi uvučeni u vanjski plašt koji s unutarnje strane ima dvostruku konusnu površinu istog koniciteta kao i prstenovi. S pomoću triju vijaka s kvadratnim presjekom (svornjaka) uvlače se konusni prstenovi u konuse vanjskog plašta, te se na taj način stvara tlak na dosjednim površinama dovoljan za prenošenje zakretnog momenta s jednog vratila na drugo. Dva klina bez nagiba (pera) osiguravaju prijenos. Za izbijanje stožastih prstena pri skidanju spojke dodana su dva otvora u sredini oklopa. Sellersova spojka se lako postavlja i skida i centriranje vratila je bolje. Nedostatak Sellersove spojke je to što je složena za izradu.

##### Spojka Hirth
Spojka Hirth, Hirthova spojka ili Hirthova zupčasta spojka je spojka koja ima poprečno (radijalno) ozubljenje čeone plohe obiju polovica. Kako je to ozubljenje relativno plitko, ono se može izvesti na čeonim dijelovima šupljih vratila, zupčanika i slično. Spaja se vijkom kroz središnji otvor spojke. Takve spojke prikladne su za spojeve u ograničenom prostoru, a istovremeno centriraju dijelove u spoju. Dalja prednost tih spojka jest u tome što pri spajanju s njima nisu potrebni klinovi pa, kako zbog toga u njima nema oslabljujućeg djelovanja utora, mogu prenositi udarna i promjenjiva opterećenja. Proračun tih spojka obuhvaća kontrolu naprezanja na uvijanje (torziju), na savijanje i na specifični tlak na bokovima zubi. Zubi se izrađuju glodanjem, a mogu biti i brušeni. Poprečni presjek zuba je istostrani trokut s kutom između bokova 60°. Hirthova spojka omogućava izravno spajanje strojnih dijelova međusobno s vratilima i pogodna je za spajanje završetaka vratila sa zupčanicima, za spajanje koljenastih vratila u cjelinu (kako bi se omogućila ugradnja valjnih ležajeva) i tako dalje. Zubi jedne polovine spojke u zahvatu sa zubima druge polovine spojke, te tako zubi centriraju spojene strojne dijelove. Polovine spojke se međusobno spajaju pomoću vijka kroz središnji otvor spojke.

#### Pomične ili kompenzacijske spojke
Kompenzacijska spojka je torzijski (uvijanje) kruta spojka koja se upotrebljava kada pri prijenosu okretnoga momenta s jednoga vratila na drugo njihove osi nisu suosne. U grupu kompenzacijskih spojki može se ubrojiti i zglobna spojka koja prenosi okretni moment vratilima koja međusobno zatvaraju kut koji se u toku pogona može mijenjati. Kompenzacijske spojke kompenziraju poprećne (radijalne), uzdužne (aksijalne) ili kutne pomake. Kompenzacijske spojke su neophodne tamo gdje se očekuju netočnosti u ugradnji (montaži) ili pomaci u toku rada (ako su pogonski i radni stroj ugrađuju na odvojenim temeljima, odnosno ako su pomaci osovina svojstveni za njihovu funkciju – vozila, alatni strojevi i slično) Neke od kompenzacijskih spojki su: 
- kandžasta spojka,
- Oldhamova spojka,
- Schmidtova spojka,
- zupčasta spojka,
- Hookeov zglob (kardanski zglob),
- kardansko vratilo,
- kompenzacijska spojka s čeličnim lamelama,
- kompenzacijska spojka s gumenim lamelama.

Uzdužno pokretljive spojke ili dilatacijske spojke upotrebljavaju se za neelastično spajanje tamo gdje je potrebno kompenzirati toplinska istezanja (dilataciju), koja se javljaju pod utjecajem pogonskih temperatura, naročito kod duljih vratila, ili kod vratila elektromotora koja su izložena uzdužnim (aksijalnim) oscilacijama. Ove spojke sprečavaju znatnija naprezanja vratila na savijanje i preopterećivanje ležaja, koja su posljedica toplinskog istezanja. Najpoznatije dilatacijske spojke jesu jednozubne, kandžaste i zupčaste. 
Poprečnopokretljive i kutnopokretljive neelastične spojke upotrebljavaju se za neelastično spajanje vratila u slučajevima kada uzdužna (radijalna) i kutna pomicanja dvaju vratila (s obzirom na njihove središnjice) predstavljaju specifičnost pogona. Spojke za prenošenje momenta vrtnje uz kutne pomake vratila jednoga prema drugome poznate su pod nazivima kutnopokretljive, zglobne ili kardanske spojke.
Kutnopokretljive spojke dijelovi su za kardanski prijenos. Najprije su se upotrebljavale samo za spojeve osovina i vratila u automobilskim vozilima. Odatle se njihova primjena proširila na široko područje strojarstva (poljoprivredni, parni i valjaonički strojevi, brodovi, dizalice, strojevi za preradu plastičnih masa i drugo). 
Kutnopokretljive i uzdužnopokretljive spojke; među ovim spojkama najpoznatije su membranske spojke.

##### Jednozubna spojka
Jednozubna spojka vrlo je jednostavna, ali se rijetko upotrebljava.

##### Kandžasta spojka
Kandžasta spojka, pandžasta spojka ili čeljusna spojka spada u izvrstive spojke koje omogućuju razdvajanje spoja i tijekom pogona, kod kojih je za ukopčavanje ili iskopčavanje potreban kratkotrajni prekid pogona ili samo okretnoga momenta. Kandžasta spojka zbog jednostavnije izrade većinom izrađuje s neparnim brojem kandža (obično 3, ponekad 5). Za smanjenje trenja na bokovima kandža, kojim se ove spojke opiru toplinskom istezanju, one se povremeno podmazuju. Centriranje spojke postiže se posebnim prstenom. Nedostatak je kandžastih spojka u tome što zahtijevaju vrlo točnu izradu i ugradnju (montažu), i što u protivnom najčešće prenose opterećenje samo jednom kandžom. One se mogu uključivati samo za vrijeme mirovanja ili pri malom broju okretaja da se kandže ne bi oštetile, a isključivati po potrebi i pri punoj kutnoj brzini. Kandžaste spojke izrađuju se dvodjelno ili trodjelno. Dvodjelne kandžaste spojke centriraju oba kraja vratila u glavini jedne polovine, a trodjelne u posebnom prstenu za centriranje. Ako su promjeri vratila nejednaki, treba deblji kraj smanjiti na promjer tanjeg kraja. Okretni moment se prenosi pomoću veze oblikom.

##### Zupčasta spojka
Zupčasta spojka, zupčana spojka ili zubna spojka je slična kandžastoj spojci, a imaju jednu polovicu s vanjskim, a drugu s unutarnjim cilindričnim ozubljenjem. Prednost im je što u tome oko 75% njihovih zubi sudjeluje u prijenosu opterećenja. Zbog toga su prikladnije od kandžastih za prijenos većih momenata vrtnje. Osim toga ove spojke dopuštaju i mala uzdužna (radijalna) pomicanja vratila. Moraju se podmazivati. Zubne spojke s lučnim zubima imaju ozubljenje s lučnim (bombiranim) zubima koji se mogu zglobno pokretati u unutarnjem ozubljenju. Jednostavna zubna spojka s lučnim zubima može imati kutni pomak do 1° i uzdužni (aksijalni) pomak do nekoliko milimetara. Dvostruka zubna spojka s lučnim zubima omogućuje i uzdužni pomak do 12 milimetara već prema veličini spojke. Izrađuju se za promjere vratila do 600 milimetara. Sve zubne spojke s lučnim zubima pune se uljem.

##### Oldhamova spojka
Oldhamova spojka, spojka Oldham ili križna spojka omogućava rad spojenih vratila i kad su im središnjice pomaknute do 5% promjera. Pri tome se samo njen križni međudio relativno giba klizanjem njegovih izdanaka u utorima vodećeg i vođenog dijela spojke. Za odvijanje tog procesa, uz umjereno trenje i trošenje, potrebno je podmazivanje spojke preko posebnih otvora. Zbog klizanja izdanaka u utorima dijelova pri razmjerno velikim specifičnim tlakovima, upotreba ove spojke za prijenos velikih i udarnih momenata vrtnje nije preporučljiva. Postoje različite izvedbe Oldhamove spojke, a najčešće su one s utorima i one s valjčićima. Sastoji se od tri djela: pogonskog i gonjenog koji su najčešće jednaki te srednjeg križnog dijela, koji svojim čeonim ojačanjima u obliku pera ulazi u odgovarajuće utore dijelova. Oldhamove spojke se upotrebljavaju kada se pri proizvodnji i montaži lakše može ostvariti paralelnost osi, a teže koaksijalnost. Često se primjenjuju kod alatnih strojeva.

##### Schmidtova spojka
Schmidtova spojka je spojka koja se upotrebljava za kompenzaciju velikog poprečnog pomaka. Spojka se sastoji od dvije krajnje ploče, srednje ploče, spojnih dijelova i osovinica koje povezuju te ploče. Spojka ne može raditi s većim razmakom između vratila od 4 razmaka između bližih osovinica. 

##### Kardanska spojka
Kardanska spojka (po G. Cardanu) ili spojka s križnim zglobom izrađuje se za promjere vratila do 200 milimetara i kut nagiba vratila do 15°. Sastoji se od dviju glavina u obliku viljuške od lijevanog željeza, s krajevima u obliku čepova, koji su križno uležišteni u vanjskom prstenu (kardanski prsten). Oba vratila mogu se postaviti u bilo koji položaj. 
Gonjeno vratilo okreće se nejednoliko i njegova brzina se mijenja u toku jednog okreta između:
{\displaystyle n_{max}={\frac {n}{\cos \alpha }}}
i
{\displaystyle n_{min}=n\cdot \cos \alpha }
gdje je: n - broj okretaja pogonskog vratila, α - kut nagiba vratila.
Da bi se to izbjeglo, potrebno je ugraditi međuvratilo s dva zgloba, koje se onda vrti (rotira) nejednoliko s malim momentom tromosti. Međuvratilom mogu pogonsko i gonjeno vratilo zatvarati međusobno kut do 30° ili se mogu postaviti na veće uzdužne (radijalne) udaljenosti (paralelno). Preduvjet za to je da su oba kuta nagiba α jednaka i da oba zgloba imaju isti položaj, jer bi se inače nejednolikost udvostručila.
Ako se paralelno udaljenost vratila mora mijenjati u toku rada, tada međuvratilo dobiva teleskopsko vođenje. Teleskopsko vratilo sastoji se od poluge s uzdužnim utorom, uložene u tuljku, u kojem se nalazi pero s čepom. To omogućuje znatno uzdužno međusobno pomicanje tuljka i poluge pri djelovanju okretnog momenta. Klizne dijelove zgloba i teleskopa treba obilno podmazivati. Kod većih okretnih momenata, teleskopska vodilica se sastoji od klinasta vratila i uzdužno (aksijalno) pomične klinaste glavine, kao tuljka.

##### Homokinetički zglob
Homokinetički zglob je strojni dio koji omogućuje pogonskoj osovini da prenosi snagu (okretni moment) preko promjenljivog kuta, koji su veći od kardanskog prijenosa, pri konstantnoj brzini obrtanja, bez značajnog porasta u trenju i slobodnom hodu. Uglavnom se koriste na automobilima s prednjim pogonom i s pogonom na sva četiri kotača. Međutim, automobili s pogonom na zadnjim kotačima, s nezavisnim zadnjim ovjesima najčešće koriste homokinetičke zglobove na krajevima zadnjih poluosovina. Na primjer, Audi Quattro ih koristi na sve četiri poluosovine, te na glavnoj pogonskoj osovini, što čini ukupno deset homokinetičkih zglobova (po dva na četiri poluosovine, te dva na pogonskoj osovini).

##### Kuglasta zglobna spojka
Kuglasta zglobna spojka ili spojka s kuglastim zglobom zauzima malo prostora, a služi za pogon alata koji mijenjaju svoj položaj i za prijenos malih okretnih momenata. Umjesto kardanskog prstena je kugla, koja je s 4 strane zaravnana. U nju su međusobno okomito izbušena dva provrta u koje ulaze čepovi stezaljki. Stezaljke su osigurane zaticima u prstenu, a preko njih se prevlači tuljak. Na taj način spajaju se prsten i stezaljke s kuglom. Kuglasti zglob se tako može nagibati do 40°. Da bi se izbjeglo nejednoliko okretanje potreban je dvostruki zglob ili međuvratilo. Spojka s kuglastim zglobom služi za prijenos malih okretnih momenata. Izvedeni su i sinkroni zglobovi, koji prenose jednoliko okretna gibanja. Njihova konstrukcija je vrlo složena.

##### Kompenzacijska spojka s čeličnim lamelama
Kompenzacijska spojka s čeličnim lamelama omogućavaju kutne pomake, uzdužne i poprečne pomake. Pomaci su popraćeni malim silama reakcije jer prilikom pomaka nastaju elastične deformacije lamele. Torzijska krutost im je velika. Mogu biti idealna zamjena za zupčaste spojke s lučnim zubima. Primjenjuju se u robotici, kod ventilatora, generatora, mlinova, strojeva za pakiranje i tako dalje. Postoji više vrsti kompenzacijskih spojki s čeličnim lamelama. Prema obliku glavine razlikujemo spojke bez prirubnica i s prirubnicama, a prema broju lamela razlikujemo jednolamelne i dvolamelne spojke. Dvolamelne spojke imaju međuelement koji može biti ploča, odstojnik ili međuvratilo. Kod spojki s prirubnicama je sve isto kao i kod spojki bez prirubnica, jedina razlika je to što spojke s prirubnicama imaju prirubnice. Za spajanje vratila i glavine najčešće se koriste glavine s utorom za uložno pero, te se često učvršćuju na vratilo primjenom vijka koji pritišće pero. Mogu se koristiti i glavine sa stožastim prstenom. 

##### Kompenzacijska spojka s gumenim lamelama
Kompenzacijske spojke s gumenim lamelama omogućavaju kutne pomake, uzdužne i poprečne pomake u većem iznosu nego kompenzacijske spojke s čeličnim lamelama, ali imaju manju torzijsku krutost nego spojke s čeličnim lamelama. Postoji više izvedbi kompenzacijskih spojki s gumenim lamelama. Razlikujemo standardnu i pojačanu konstrukciju. Kod pojačane konstrukcije se lamele ugrađuju po dvije u paru, čime se povećava nosivost i krutost spojke. Lamele se izrađuju od gume, odnosno plastičnih masa. Glavine spojke su uglavnom jednake glavinama koje se koriste kod spojki s čeličnim lamelama.

##### Membranska spojka
Jednostavna membranska spojka sastoji se od dviju glavina spojenih na vratilima s pomoću klinova, navoja i matica, te tanke membrane od opružnog čelika, učvršćene na glavine prstenovima i vijcima. Kutnu i uzdužnu pokretljivost spojke osigurava elastično djelovanje membrane. Najviše se upotrebljava za zaštitu ležaja vratila tamo gdje oni mogu biti oštećeni zbog pomaka središnjice vratila. Nije prikladna za veća opterećenja. Višedjelna membranska spojka, naprotiv, dopušta prijenos velikih snaga (na primjer prikladna je za parne turbine). Njena takozvana višedijelna membrana ima oblik cilindra s valovitim tankim stijenkama.

### Elastične spojke
Elastične spojke imaju zadatak da kompenziraju razlike međusobnog položaja osi vratila, što može biti izazvano tolerancijama izrade, netočnošću montaže, spuštanjem temelja i slično. Isto tako elastične spojke treba da na sebe preuzmu kolebanja okretnih momenata u toku rada (na primjer kod pogona klipnih strojeva), te udarna opterećenja nastala naglim ubrzanjem rada strojeva. Da bi mogle zadovoljiti te zahtjeve, elastične spojke moraju uz pomake koje dopuštaju i neelastične spojke omogućiti još i međusobno relativno zakretanje vratila do stanovite mjere, uz istovremeno preuzimanje dijela energije udara. Za tu svrhu vodeći i vođeni dijelovi ovih spojka spajaju se metalnim oprugama ili drugim strojnim dijelovima od elastičnih materijala, na primjer gume, kože, plastičnih masa, tekstilnih tkanina. Zbog toga elastične spojke imaju svojstva slična oprugama.
Među spojkama treba razlikovati one koje energiju udara akumuliraju, da bi, nakon što se smanji opterećenje koje je izazvalo udar, vratile čitavu energiju, te na takve, koje jedan dio akumulirane energije pretvaraju u unutarnje trenje veznih dijelova. Spojke koje akumuliraju energiju udarce ublažavaju, a one koje pretvaraju energiju udarce prigušuju.
O vrsti njihovih elastičnih dijelova ovisi i način na koji ove spojke djeluju (funkcioniraju). Gledano s tog stanovišta, među njima treba teoretski razlikovati one koje djeluju samo kratkotrajnom akumulacijom energije udara i one koje djeluju uz to još i prigušivanjem (pretvorbom dijela te energije u toplinu). Karakteristiku spojka koje prigušuju čine dvije krivulje, od kojih jedna prikazuje navedenu funkciju pri opterećenju, a druga pri rasterećenju spojke. 
Među elastičnim spojkama koje u teoretskom slučaju djeluju samo akumulacijom energije, važno je razlikovati spojke s ravnom i one s progresivnom karakteristikom. Te druge su povoljnije, jer sprečavaju dospijevanje vlastitih titraja sustava u rezonancijsko područje, zbog zavisnosti krutosti od kuta zakretanja. 
Zbog svega toga najčešće se traži od elastičnih spojka progresivna karakteristika s prigušivanjem. Pri tome je važna prigušna sposobnost spojke mjerena takozvanom relativnom prigušnošću:
{\displaystyle \psi ={\frac {W_{p}}{W_{a}}}\ }
gdje je: Wp - prigušni rad, Wa - akumulirani rad. Kako ona kod dijelova sa zakrivljenom karakteristikom nije konstantna, uzima se njena srednja vrijednost. Progresivna karakteristika metalnih opruga ovih spojka postiže se konstruktivnim mjerama. Njima je cilj da se dio opruge izložen silama koje ga opterećuju na savijanje ili uvijanje (promatran kao krak poluge) čini sve kraćim što je opterećenje veće, tako da time krutost spojke u cjelini postaje sve veća. Potrebna prigušna sposobnost elastičnih spojka najčešće se postiže ugradnjom posebnih prigušnih dijelova od drugih materijala. Spojke s akumulacijom energije imaju relativno prigušenje Ψ ≈ 0,  a s prigušenjem Ψ < 1. Zbog toga se ove spojke i dijele na spojke s metalnim oprugama i spojke s prigušnim dijelovima. Pod ublaživanjem udara podrazumijevamo smanjivanje vršnog udarnog djelovanja i produžavanja trajanja udara, dok kod prigušivanja smanjeno vršno udarno djelovanje ne traje tako dugo kao kod ublažavanja udaraca. Kao nedostatak svih elastičnih spojki treba spomenuti povratne sile spojnih dijelova, koje nastoje da međusobno pomaknute osi vratila dovedu do poklapanja. Ovo izaziva dodatno poprečno (radijalno), a ponekad i uzdužno (aksijalno) opterećenje vratila. Pri proračunu (dimenzioniraju) vratila i ležaja treba ta opterećenja uzimati u obzir, jer mogu biti znatna. Elastične spojke mogu biti: 
- elastična spojka s pojasom (guma, metalna opruga, elastomer),
- elastična spojka s valjkastim ulošcima,
- elastična kandžasta spojka,
- spojka s vijugavom opružnom trakom.

#### Elastične spojke s metalnim oprugama
Među najpoznatije ovakve spojke ubrajaju se: spojka Benn, spojka Voith-Maurer, spojka Axien, spojka Bibby i spojka Deli. 

##### Spojka Benn
Spojka Benn ili Bennova spojka sastoji se od dva ozubljena kola sa širokim ozubinama u koje su ugrađene zavojne torzijske opruge u sabijenom stanju. Međusobno zakretanje dijelova ove spojke, zbog prednapona opruga, nastupa istom nakon prekoračenja stanovitog momenta vrtnje. Za vrijeme elastičnog djelovanja ta spojka ima ravnu karakteristiku. Pri prekoračenju maksimalne veličine momenta vrtnje Mo max zavojci opruga sjednu jedni na druge. Tada spojka radi kao neelastična.

##### Spojka Voith-Maurer
Spojka Voith-Maurer ili Voith – Maurerova spojka ima za elastični dio prsten koji se sastoji od brojnih pojedinačnih torzijskih opruga u obliku slova Ω (omega). Spoj vodećeg i vođenog dijela ove spojke izveden je s pomoću provrta u vijencima u koje su utisnuti krajevi tih opruga. Spojka ima progresivnu karakteristiku. Prikladna je za prijenos momenta vrtnje od 150 do 120 000 Nm i onda kada su njihove promjene velike, a i u pogonima s udarima. Omogućava relativno zakretanje dijelova do 2,5°, kutne pomake središnjica vratila do 1,5° i uzdužne (radijalne) pomake vratila od 0,6 do 1,6 mm. Spojka se mora puniti gustim mazivom.

##### Spojka Axien
Spojka Axien prenosi zakretni moment s pomoću križno složenih lisnatih opruga koje se oslanjaju na zakrivljene plohe nalijeganja na vodećem i vođenom dijelu. Kod povećanja opterećenja opruge sve više naliježu na te plohe, time skraćuju svoju slobodnu duljinu savijanja te na taj način daju toj spojci progresivnu karakteristiku. Trenje koje se pojavljuje među listovima opruga čini stanovito prigušno djelovanje. Da bi se smanjilo trenje, ove se spojke podmazuju gustim mazivom. One mogu prenositi momente vrtnje od 15 do 20 000 Nm, te omogućavaju relativno zakretanje svojih dijelova do 2°, kutne pomake do 1°, te uzdužne (aksijalne) pomake od 3 do 9 mm i poprečne (radijalne) do 2 mm, već prema veličini spojke.

##### Spojka Bibby ili Malmedie-Bibby
Spojka Bibby ima vodeći i vođeni dio koji su međusobno potpuno jednaki. Oni imaju ozubljenje u čije je ozubine uložena zmijolika dvokraka lisnata opruga pravokutnog presjeka, od visokolegiranog čelika za opruge kaljenog poslije izrade. Kod velikih spojka (na primjer na brodovima) čiji vanjski promjer može doseći 3 700 mm, za promjer vratila od 600 mm, opruga nije od jednog komada, već se sastoji od 6 do 8 zmijolikih opruga, što je sigurnije u pogledu mogućeg loma jedne opruge. Spojka je s vanjske strane zaštićena lijevanim dvodijelnim plaštem protiv iskakivanja opruga zbog djelovanja centrifugalne sile; dobro zatvoreni plašt služi ujedno i kao spremnik za mazivo (obično konzistentna mast). I kod te spojke progresivna karakteristika postignuta je zakrivljenošću dosjednih površina za opruge (na zubima) i time skraćivanja slobodne duljine savijanja. Ta se spojka upotrebljava za prijenos momenata vrtnje od 20 do 100 000 Nm, a dopušta relativno zakretanje do 1,2°, kutni pomak do 1,3°, uzdužne (aksijalne) pomake od 4 do 20 mm i poprečne (radijalne) pomake od 0,5 do 3 mm. Prigušenje udara je neznatno. Zbog toga je prikladna za vrlo teške uvjete rada (za udarna opterećenja pri prijenosu snaga od 0,4 do 20 000 kW i više) i brojeva okretaja od 400 do 24 000 okr/min. Upotrebljava se u motorima s unutarnjim izgaranjem, alatnim strojevima, parnim turbinama (naročito na brodovima) i tako dalje. Zbog jednostavnosti konstrukcije, dobre sposobnosti prigušivanja nejednolikosti kod prijenosa torzijskog momenta s jednog vratila na drugo i sigurnosti u radu, ta se spojka danas smatra jednom od najboljih elastičnih spojka.

##### Spojka Deli
Elastični dijelovi ove spojke sastoje se iz izvjesnog broja paketa zavojnih cilindričnih opruga (plosnog presjeka) koje su uložene jedne u druge. Ti su opružni paketi smješteni u odgovarajuća udubljenja na glavini i vijencu spojke. Pod djelovanjem zakretnog momenta, opruge se uvrću smanjujući svoj promjer. To je popraćeno znatnim trenjem unutar opruga, pa zato spojka ima snažno prigušno djelovanje. Ona dopušta velika relativna zakretanja (od 5° do 10°). Nedostatak joj je što ne dopušta skoro nikakve uzdužne (aksijalne) i kutne pomake.

#### Elastične spojke s prigušnim dijelovima
Od velikog broja ovih konstrukcija najpoznatije su elastične kolutne spojke Eupex i Periflex.

##### Elastične kolutne spojke
Elastične kolutne spojke ili spojke s gumenim prstenima slične su konstrukcije kao i krute kolutne spojke. Od tih drugih razlikuju se time što su njihovi spojevi učinjeni elastičnim s pomoću uložaka od elastičnih materijala (najčešće gume, plastičnih masa i kože). Spojku čine svorni vijci i na njima nataknuti gumeni prsteni, koji se djelovanjem okretnog momenta poprečno (radijalno) deformiraju. Spojka ima progresivnu karakteristiku pa djeluje prigušno. Zbog njene velike elastičnosti može se računati s gotovo ravnomjernom podjelom sile na sve gumene prstene. Izrađuju se za okretne momente do 10 000 Nm. Jedna takva spojka ima kao uložak silentloc, navulkaniziranu gumu između dviju metalnih čahura. Uz prigušno djelovanje ta spojka omogućava i pomake vratila u spoju u svim smjerovima. Često se koristi za spajanje vratila elektromotora s kojim pasivnim strojem.

##### Spojka s gumenim kandžama
Spojka s gumenim kandžama ima vezne dijelove oblikovane kao gumene kandže, koje naizmjence ulaze u udubine polovine spojki, stvarajući tako vezu oblikom. Deformacija veznih dijelova je veoma velika (velika progresivnost). Zbog jednostavne konstrukcije (samo 3 različita dijela) i njene jednostavne ugradnje (montaže), ta je spojka pouzdan strojni dio. Izrađuje se za okretne momente do 400 Nm, te ima relativno veliku mogućnost uzdužnog istezanja (aksijalne dilatacije). Spojka s gumenim kandžama. Elastična kandžasta spojka s elastičnim uloškom ima dvije jednake glavine s metalnim kandžama između kojih se umeće uložak od gume ili sličnog materijala. U kandžaste spojke se mogu ubrojati i spojke s pravokutnim gumenim ulošcima i gumenim valjcima. Sastoji se od jednodijelne ili dvodijelne glavine, dvodijelna glavina ima dodatni vijenac koji se učvršćuje vijcima, s kandžama koje ulaze u odgovarajuća gnijezda nasuprotne jednodijelne glavine. Gnijezda tvore zrakasto raspoređeni ulošci od gume utisnuti u žljebove na glavini. Dvodijelna konstrukcija glavine omogućava zamjenu elastičnih uložaka bez poprečnih pomaka glavine.

##### Spojka s gumenim valjcima
Spojka s gumenim valjcima se sastoji od glavine s vanjskim ozubljenjem koja je uvučena u glavinu s unutarnjim ozubljenjem i gumenih valjaka razmjerno velike dužine i maloga promjera postavljenih između zubaca. Prenošenjem momenta torzije valjci su opterećeni na pritisak. Torzijska krutost raste s kutom uvijanja i kada deformirani valjci popune prostor između zubaca torzijska krutost dostiže najveću vrijednost koja se ne mijenja s daljnjim porastom momenta. Najveća prednost ove spojke u odnosu na druge elastične spojke je da za istu nosivost ima znatno manji promjer, jednostavni oblik elastičnih dijelova i njihovu jednostavnu zamjenu.

##### Elastična spojka s valjkastim ulošcima
Elastična spojka s valjkastim ulošcima se sastoji od dvije glavine s prirubnicama, a vezne dijelove čine svornjaci i na svornjake nataknuti gumeni valjci koji se djelovanjem momenta torzije (uvijanja) poprečno (radijalno) deformiraju. Zbog njene velike elastičnosti može se računati s gotovo ravnomjernom raspodjelom sile na elastične uloške. Spojka ima progresivnu karakteristiku i djeluje prigušno. Izrađuje se za momente torzije do 540 000 Nm.

##### Spojka Eupex
Vodeći dio ove spojke ima na glavini i vijencu uzdužne žljebove u koje su učvršćeni prizmatični gumeni ili kožni ulošci. Na te se uloške oslanjaju izdanci na vijencu vođenog dijela spojke, te ih pri prijenosu zakretnog momenta opterećuju na savijanje. Posebna odlika ove spojke jest visoka prigušna moć, na primjer pri relativnom zakretanju dijelova u spoju za 5° u toplinu se pretvara oko 25% dovedene energije.

##### Spojka Vulkan
Spojka Vulkan ima kao vezni dio dvodijelni gumeni obruč. Obodi obruča leže na prirubnici unutarnje polovine spojke, relativno blizu jedan drugome, tako da se pri djelovanju okretnog momenta ne stvaraju velike povratne sile. 

##### Spojke s gumenim stožastim ulošcima
Spojke s gumenim stožastim ulošcima slična je spojci Vulkan. Umjesto gumenih obruča ima stožast vezni dio (element). Gumenoelastične spojke izrađuju se za okretne momente do 30 000 Nm. Prednost je u mogućnosti brze izmjene istrošenih veznih dijelova.

##### Spojka Periflex
Elastični dio ove spojke je gumeni prsten potkovičastog presjeka ponekad armiran tekstilnim ili čeličnim pletivom. Taj dio pričvršćen je na obje glavine spojke s pomoću prstenova i vijaka. Uz prigušno djelovanje i dopuštanje relativnog zakretanja spojenih dijelova, ta spojka omogućuje i uzdužne (aksijalne), poprečne (radijalne) i kutne pomake do 8 mm, odnosno do 4 mm i 4° te torzijski kut (uvijanje) do 30°. Prednost joj je što ne zahtijeva točnu ugradnju (montažu), a nedostatak što njen elastični prsten djelovanjem zakretnog momenta uzrokuje u vratilima uzdužne sile koje opterećuju ležaje. Gumeni pojas može biti s tekstilnim ulošcima ili ulošcima od čeličnog pletiva. Spojka je vrlo elastična i koristi se za jaka prigušenja. 

### Isključne ili rastavljive spojke
Isključne spojke, rastavljive spojke ili uključno-isključne spojke omogućuju međusobno uključenje i isključenje vodećeg i vođenog vratila. Pri tome treba razlikovati spojke koje se u pogonu mogu samo isključiti, a uključiti samo u stanju mirovanja, ili kad je broj okretaja vodećeg i vođenog vratila isti, to jest sinkroniziran, te spojke koje se mogu uključiti bez obzira na razliku broja okretaja između vodećeg i vođenog vratila. Uređaji za uključenje, odnosno isključenje mogu biti mehanički, pneumatski, hidraulički ili elektromagnetski. 
Rastavljive spojke omogućuju da se jednim pokretom poluge ostvari spajanje ili rastavljanje vratila ili rastavljanje vratila međusobno ili strojnih dijelova ugrađenih na vratilu (zupčanici, remenice i slično). Upotrebljavaju se kad se u prijenosnicima zbog potrebe mijenjanja brzine vrtnje moraju sprezati razni zupčanici, ili ako se s jednim motorom mora pokretati više naizmjenično više agregata. Za ove zadatke na raspolaganju su uglavnom sljedeće spojke: kandžaste, zupčaste, jednolamelne ili višelamelne spojke. 
Kandžaste i zupčaste spojke rade pomoću veze oblikom, dok jednolamelne ili višelamelne spojke rade pomoću veze silom. To znači da su to tarne spojke, kod kojih jedna polovica tlači drugu, tako da se dio spojke koji miruje postepeno pokreće i ubrzava do pune brzine vrtnje. Spojke vezane oblikom mogu se ukapčati samo u stanju mirovanja, ili pri sinkronoj brzini vrtnje obaju polovica spojke. Spojke koje rade pomoću veze silom mogu se ukapčati i za vrijeme gibanja. Spojke s više tarnih ploča nazivaju se i lamelne spojke.

#### Isključne ili rastavljive spojke sa zubima
Jednostavne spojke iz te skupine uključuju se mehanički, i to ručno pomicanjem glavine vođene strane po vratilu s pomoću jedne poluge. Ta je glavina spojena s vratilom s dva klina bez nagiba (pera). Primjer je spojka s 3 kandže. Takve spojke koje se primjenjuju kod alatnih strojeva, imaju obično veći broj kandži (zubi). Zubi spojke mogu imati i druge oblike, na primjer trapezni (za dvosmjerni prijenos momenta vrtnje) ili kosi (za jednosmjerni). Ove spojke nisu preporučljive za uključivanje pri okretanju zbog mogućnosti oštećenja zubi; u uključenom stanju djeluju kao krute.

##### Rastavljiva kandžasta spojka
Rastavljiva kandžasta spojka slična je krutoj spojki, ali je, međutim, polovica uzdužno (aksijalno) pomična po vratilu. Umjesto kandži mogu biti i zubi raznog oblika. Mogu to biti trapezasti zubi za oba smjera vrtnje, pilasti zubi za jedan smjer vrtnje, zubi s nagibom za sprečavanje ukapčanja za vrijeme pogona, zubi koji se mogu ukapčati u svakom položaju.

##### Isključne tarne ili frikcijske spojke
Bez obzira na konstrukciju, moment vrtnje, odnosno snaga koju prenose ove spojke zavisna je od tlačne sile (pritisak) usmjerene okomito na tarnu površinu spojke i od koeficijenta trenja. Pri tome su mjerodavni koeficijenti trenja gibanja, a ne mirovanja, jer se te spojke uključuju uz međusobno klizanje tarnih površina sve dok se ne spoje, to jest do prestanka klizanja. Osim toga treba još razlikovati koeficijenta trenja pri gibanju po suhim i po podmazanim, odnosno po vlažnim tarnim površinama, prema tome, da li se površine spojke podmazuju ili ne. Koeficijenti trenja "na suho" uvijek su veći od onih "na vlažno". To znači da moment vrtnje pri uključenju ne može biti veći od momenta trenja MR, koji je jednak zbroju momenata vrtnje Mo potrebnog za neubrzanu rotaciju vođenog vratila (normalnog ili stacionarnog momenta vrtnje) i momenta ubrzanja Mu:
{\displaystyle M_{u}=I\cdot {\frac {d\omega }{dt}}={\frac {G\cdot d^{2}}{4\cdot g}}\cdot {\frac {2\cdot \pi \cdot dn}{dt}}}
gdje je: I - moment tromosti mase vođene strane, ω - kutna brzina, t - vrijeme, G - težina, D - krak momenta sile, n - broj okretaja, g - ubrzanje zemljine sile teže. Prema tome mora biti:
{\displaystyle M_{R}\geq M_{u}+M_{o}\,}
Ti odnosi i procesi koji se odvijaju pri uključenju mogu se predočiti s pomoću dijagrama. Iz njega se vidi da pri uključenju, kad je ispunjen navedeni uvjet, broj okretaja n2 vođenog vratila mora najprije rasti od vrijednosti n2 = 0 do n2 = no. Pri tome se broj okretaja vodećeg vratila n1 najčešće smanji. Za to vrijeme kližu tarne površine jedna po drugoj, a od oblika promjena Mu s vremenom zavisi kako će se mijenjati broj okretaja vođenog vratila. Kada je Mu konstantan, ta je promjena linearna (ravna). Inače kada Mu nije konstantan, promjena n2 je zakrivljena. Na kraju vremena tR oba dijela spojke dosežu jednaki broj okretaja no, pa s time prestaje klizanje tarnih površina i počinje razdoblje ubrzavanja vrtnje (rotacije) sklopa kao cjeline. To razdoblje traje sve dok se ne uspostavi neko stacionarno stanje u kojem je zadovoljen uvjet sinkrone vrtnje n1 = n2. Određivanje momenta vrtnje za uključenje tarnih spojki povezano je, dakle, s određivanjem momenta ubrzanja. 
Među tim spojkama najjednostavnije su one koje se uključuju mehanički, ručno, na samome mjestu. Ostale se prvenstveno upotrebljavaju za daljinsko upravljanje. Njihova izvedba složenija je, a primjena povezana s upotrebom uređaja za snabdijevanje tlačnim medijima (kod pneumatski i hidraulički isključnih spojka), ili ispravljača (kod elektromagnetskih spojka). Tarni dijelovi tih spojka mogu biti napravljeni (odnosno njihove površine samo obložene) od različitih materijala, kao što su čelik, odnosno čelični lim, čelični lijev, bronca, lijevano željezo, mjed, drvo, prešana koža, prešani papir, sinterovani i drugi prikladni tarni materijali. Metalne tarne površine trebaju biti podmazane, a drvo, koža i papirnate mase natopljene mašću. 
Mehanički isključne tarne spojke mogu se podijeliti prema obliku njihovih tarnih površina na spojke s čelnim i spojke sa stožastim površinama. Prve se dalje dijele na spojke s pločama i spojke s lamelama (lamelne spojke).

##### Mehanički isključne spojke s pločama
Najjednostavnije među ovim spojkama su one s jednom tarnom pločom kakve se upotrebljavaju u automobilnim vozilima. Načelno su im slične mehaničke spojke koje za postizavanje većeg momenta trenja umjesto jedne imaju veći broj tarnih ploča.

##### Ortlinghausova spojka s jednom tarnom pločom
Ortlinghausova spojka s jednom tarnom pločom ima dvije tarne plohe. Zato se naziva i dvopovršinska spojka. Na glavini nalazi se uključni prsten, koji svojim uzdužnim gibanjem djeluje na kutne poluge smještene u utorima. Poluge tlače svojim kraćim krajevima na uzdužno (aksijalno) pomičnu kliznu ploču. Klizna ploča isto je tako okretno učvršćena na glavini. Vanjski prsten, koji sačinjava drugi dio spojke, nosi uzdužno pokretnu ploču obloženu tarnim oblogama. Pomicanjem uključnog prstena udesno oslobađaju se kutne poluge i time se međusobno odvajaju tarne ploče. Tarne obloge za rad nasuho izrađene su najčešće od prešanih pamučnih vlakana povezanih umjetnom smolom ili su od čiste prešane umjetne smole. Pri specifičnom tlaku od 0,25 do 0,5 N/mm2 njihov je koeficijent trenja μ = 0,3 do 0,4. Umnožak specifičnog tlaka i obodne brzine (u m/s) p∙v = 4 do 8 N/mm2 je dopuštena veličina za opteretivost spojke u zavisnosti od obloge.

##### Mehanički isključne lamelne spojke
Mehanički isključne lamelne spojke razlikuju se od posljednjih uglavnom samo time što njihovi tarni dijelovi nisu ploče, nego lamele. Te lamele mogu biti od čelika, ili od čelika obloženog sinterovanim ili metalnim oblogama ili slojevima od različitih tarnih materijala (na primjer od plastičnih masa armiranih pamučnim ili metalnim pletivom). Nedostatak lamela s ravnim površinama jest njihova sklonost sljubljivanju. Taj nedostatak može se kompenzirati ugradnjom prstenova od valovitih opruga između pojedinih lamela koji ih odvajaju pri isključenju spojke. Isto tako djeluju i valovite (takozvane sinusne) lamele. 
Najpoznatija od tih spojka s lamelama (Ortlinghausova spojka sa sinusnim lamelama) se sastoji od vodećeg dijela čvrsto spojenog s vratilom, koji svojim utorima na vanjskom obodu nosi vanjske lamele, i od vođenog dijela s utorima na unutarnjem obodu, koji nosi unutarnje lamele. U vođenom dijelu nalaze se još i utori u kojima su uležištene poluge kod kojih je jedan krak duži a drugi kraći. Na duže krakove poluga može se djelovati preko uzdužnopokretnog prstena, te tako kraći krakovi poluga djelujući na tlačne ploče tlače ili otpuštaju lamele. Unutarnje su lamele uzdužnopokretne u utorima vođenog dijela spojke, a vanjske su uzdužnopokretne u utorima vodećeg dijela spojke. Kod izvedbe s čeličnim lamelama potrebno je podmazivanje, a nutarnje su lamele radi lakšeg odvajanja valovite. Za rad na suho lamele imaju obloge od umjetne mase ili sinterovanih materijala (na primjer sinterovana bronca), a nutarnje su lamele glatke. Kod pojave trošenja zazor se među lamelama podešava s pomoću postavne matice. 
Za spojke s ručnim ukapčanjem treba da se sila od ručice prenese na okretni uzdužno (aksijalno) pomični dio spojke s utorom i ojačanjem, smješten na jednoj polovini spojke. Taj prijenos se vrši pomoću kliznih kamena ili kliznih prstena koji zahvaćaju u žlijeb uključnog prstena. Budući da pomicanje uključnog prstena treba dosta veliku uzdužnu silu, valja voditi računa o tome da ručica bude dobro uležištena i obilno podmazivana. Spojku treba tako ugraditi da je uključni prsten pri vrtnji spojke rasterećen, to jest da se ne nalazi na pogonskom dijelu, već na onom gonjenom dijelu koji nakon iskapčanja miruje.

#### Tarne spojke
Tarne spojke služe za povremeno uključivanje u rad radnog (gonjenog) stroja pri neprekidnom radu pogonskog stroja. Kod ukapčanja (pokretanja) dolazi do klizanja pri čemu se gubi snaga, koja se pretvara u toplinu, a pokazuje se kao veće ili manje trošenje ploha. U normalnom pogonu brzine se moraju izjednačiti i spojke rade bez klizanja. Vrlo slične po konstrukciji (a često identične) su tarne kočnice. Tarne spojke mogu biti:
- kandžasta tarna spojka,
- pločasta tarna spojka,
- radijalna tarna spojka,
- tarne spojke s jednom lamelom,
- tarne spojke s više lamela (lamelna spojka).

##### Stožasta tarna spojka
Stožasta tarna spojka, konusna tarna spojka ili tarna spojka sa stožastim površinama je vrsta tarne spojke koja ima tarne površine (trenje) u obliku stošca. Pogonski dio je čvrsto spojen klinom s vratilom, a potrebno uzdužno (aksijalno) pomicanje gonjenog dijela kod uključivanja, odnosno isključivanja, omogućeno je spojem s vratilom pomoću užlijebljenih dosjednih površina (žlijebljeni spoj). Moment uvijanja (torzije) se prenosi trenjem između jednog para stožastih površina. Stožasta tarna spojka češće se primjenjuje u odnosu na jednolamelnu tarnu spojku. Tarne površine spojke imaju oblik plašta krnjeg stožca. Za rad na suho obložene su umjetnim masama ili sinterovanim materijalom.

##### Pločasta tarna spojka
Pločasta tarna spojka je slična stožastoj tarnoj spojci. Umjesto stožastih tarnih površina ima dvije ploče koje prenose moment torzije (uvijanja).

##### Radijalna tarna spojka
Radijalna ili poprečna tarna spojka moment prenosi trenjem između elastičnog prstena i bubnja. Dvije stožaste ploče služe za stvaranje potrebnog pritiska između elastičnog prstena i bubnja. Prednost ove spojke u odnosnu na stožastu i pločastu je to što se mehanizam za uključivanje ili isključivanje spojke okreće zajedno s jednim vratilom, što pojednostavljuje konstrukciju spojke.

##### Tarna spojka s jednom lamelom
Tarna spojka s jednom lamelom sastoji se od: lamela, tarne ploče, rebra za hlađenje tarnih ploča, prstena za uključivanje, poluga (obično ih ima 3), glavine, odrivne ploče, dodatne ploče, vijaka, vanjskog prstena i graničnog prstena za polugu. Prilikom uključivanja spojke prsten za uključivanje potiskuje poluge u utor glavine, a drugi kraj poluge pritišće pomičnu tarnu ploču na lamelu i drugu tarnu ploču koja se oslanja na odrivnu ploču. Odrivna ploča na unutarnjem provrtu ima navoj kojim je spojena na glavinu, a odvijanje je spriječeno dodatnom pločom i vijkom. Takva konstrukcija omogućava lako podešavanje razmaka između kraja poluge i odrivne ploče, te se regulira željeni pritisak na lamelu koji nastaje pri uključivanju spojke. Lamela je spojena s vanjskim prstenom preko uzdužnog ozubljena ili utora koji dopuštaju njihovo aksijalno pomicanje. Na isti način su spojene i tarne ploče s glavinom. Na vanjski prsten se direktno može spojiti remenica, zamašnjak, elastična spojka ili neki drugi element stroja.

#### Spojke s daljinskim uključivanjem
Upravljanje proizvodnim i građevinskim strojevima svih vrsta ne možemo u doba automatizacije zamisliti bez spojki s daljinskim uključivanjem. Potrebnu ručnu silu uključivanja zamjenjujemo mehaničkim silama koje dobivamo komprimiranim zrakom, tlačnim uljem ili elektromagnetom. Na taj način razvile su se pneumatske, hidrauličke i elektromagnetske spojke. Zbog mogućnosti uključivanja za vrijeme pogona, prevladavaju lamelne tarne spojke. Osim toga se za posebne (specijalne) zadatke upotrebljavaju elektromagnetske spojke sa željeznom prašinom i indukcione spojke. Za uključivanje u vrijeme mirovanja pogodne su zupčaste spojke s čeonim ozubljenjem. One mogu prenijeti mnogo veće okretne momente nego tarne spojke iste veličine. 
Kod svih tarnih spojki postoji razlika između okretnog momenta pri ukapčanju Tu i prenosivog okretnog momenta To. Okretni moment pri ukapčanju je moment kliznog trenja pri relativnom gibanju polovica spojke, određen koeficijentom trenja klizanja. Prenosivi okretni moment je moment trenja prianjanja, koji je određen koeficijentom trenja prianjanja za vrijeme sinkronog okretanja obiju polovica spojki. Za to je To > Tu. 
Često je potrebno proklizavanjem tarnih površina spojke ubrzati mase gonjene strane tako da bi iz stanja mirovanja dostigle brzinu vrtnje pogonskog vratila. Za vrijeme proklizavanja spojke nastaje rad trenja, koji zagrijava spojku. Da bi zagrijavanje ostalo u dopustivim granicama, ne smije broj ukapčanja u jedinici vremena prekoračiti toplinski kapacitet spojke. Toplinski kapacitet, kao dopuštenu snagu trenja, daje proizvođač prema načinu ugradnje (otvoreno ili zatvoreno), brzini vrtnje i veličini spojke. 

##### Pneumatski isključne tarne spojke
Načelno se za uključenje i isključenje ovih spojki mogu upotrijebiti svi tarni dijelovi kakvi se upotrebljavaju i u mehanički isključnim tarnim spojkama. Zbog toga postoje brojne izvedbe. Ipak, za tarne dijelove ovih spojka najviše se upotrebljavaju lamele. Cilindar uređaja za pokretanje (aktiviranje) ove spojke priključen je na spremnik komprimiranog zraka sustavom kanala u vratilu i u spojci preko obično magnetskih ventila za automatsko upravljanje (regulaciju) dovoda zraka pri uključenju i njegovog ispuštanja pri isključenju. Pri uključenju spojke komprimirani zrak tlači stap, koji ima veći broj svornjaka. Pomakom stapa svornjaci pritišću paket lamela. Pri isključenju spojke, opruge vraćaju stap u prvobitni položaj. Odlika je ovih spojka da dobro uključuju. Pri tome postoji određena tromost uvjetovana vremenom potrebnim za uspostavu dovoljnog tlaka u cilindru uređaja za pokretanje (do 1 sekundu, već prema veličini spojke). Nedostaci ovih spojka jesu problemi povezani s brtvljenjem i mogućnost korozije pod utjecajem vlažnog komprimiranog zraka. Najviše se upotrebljavaju u prijevoznim vozilima.

##### Hidraulički isključne tarne spojke
Hidraulički isključne tarne spojke po svojoj su konstrukciji sasvim slične pneumatski isključnim, a imaju i slična svojstva. Naročita im je odlika što omogućavaju upravljanje (regulaciju) zakretnog momenta, koji prenose promjenama tlaka tekućeg tlačnog sredstva. Kao tekuće sredstvo obično služi lako mineralno ulje. Kod hidrauličke spojke se pokretanjem upravljačkog ventila spaja prostor cilindra s tlačnim vodom pumpe za ulje. Klip stlačuje pri tome paket lamela. Prekapčanjem upravljačkog ventila prazni se cilindar djelomično povratnim vodom bez tlaka. Tlačne opruge vraćaju klip u početni položaj. Preostalo ulje u cilindru centrifugalnom silom uzdužno (aksijalno) pritiskuje klip. Ako taj pritisak prekorači silu u opruzi, spojka se sama od sebe ukopčava. Zbog toga su kod takvih hidrauličkih spojki ograničene gornje brzine vrtnje.

##### Elektromagnetski isključne tarne spojke
Elektromagnetski isključne tarne spojke također nečelno mogu imati različite tarne dijelove, kao što i elektromagnetski isključne zubne spojke mogu imati uređaje za aktiviranje s ili bez kliznih prstenova. Najčešće su lamelne ili s pločama. Glavne prednosti elektromagnetskih isključnih tarnih spojka jesu jednostavnost konstrukcije, mali potrošak energije i mogućnost reguliranja zakretnog momenta što ga prenose električnim naponom uzbudne struje. Njihove lamelne izvedbe upotrebljavaju se u alatnim strojevima. Upravljanje pomoću električne struje pruža naročite prednosti, jer struja je svagdje na raspolaganju, a možemo je jednim pritiskom prekidača ukopčati ili iskopčati. Automatska upravljanja rade s kontaktorima ili relejima, tranzistorima, fotoćelijama, prstastim ili grebenastim kontaktima. 
Elektromagnetske spojke dijele se na spojke s kliznim kolutima i na spojke bez kliznih koluta. Elektromagnetske lamelne spojke mogu biti takve da magnetske silnice prolaze kroz lamele i takve gdje magnetske silnice ne prolaze kroz lamele.

### Specijalne spojke
Specijalne spojke dijele se na spojke za puštanje u rad, sigurnosne spojke i slobodnookretljive spojke.

#### Spojke za puštanje u rad
Spojke za puštanje u rad omogućavaju pogonskim strojevima da postignu približno puni broj okretaja i time puni zakretni moment prije nego što ih optereti vođeni stroj. Time se izbjegava potreba da se pogonski stroj dimenzionira za snagu potrebnu za upuštanje. Tako na primjer se visokoturažni elektromotori puštaju vrlo teško u rad. Mnoge od takvih spojka prenose zakretni moment trenjem, koje nastaje kao posljedica djelovanja centrifugalne sile, te se nazivaju i centrifugalnim spojkama. One automatski ukopčavaju spojku pri određenoj brzini vrtnje. Isplative su tek kad je brzina vrtnje preko 70 okr/min, jer se tek onda mogu postići potrebne centrifugalne sile. Djelovanjem centrifugalne sile spajaju se oba dijela spojke pomoću veze silom. Dijele se na spojke za puštanje u rad koje tu funkciju obavljaju neregulirano i one kod kojih se to može regulirati. Najjednostavniji predstavnici prvih jesu spojka Metalluk i spojka Pulvis, a drugih takozvane čeljusne centrifugalne spojke. Osim centrifugalnih spojka za regulirano puštanje u rad služe i hidrodinamičke, elektromagnetske i spojke s magnetskim prahom.

##### Centrifugalna spojka
Centrifugalna spojka je spojka koja se ukopčava povećanjem broja okretaja pogonskoga stroja, a zadatak joj je olakšavanje ubrzanja stroja. Centrifugalne spojke omogućuju da pogonski strojevi dođu na približno pun broj okretaja i time imaju približno puni moment uvijanja (torzije) prije nego što ih optereti gonjeni stroj. Time se izbjegava potreba za dimenzioniranja pogonskog stroja za snagu potrebnu za upuštanje u rad. Koriste se kod kratkospojnih elektromotora, motora s unutarnjim izgaranjem. Centrifugalne spojke rade tako da djelovanjem centrifugalne sile nastaje sila trenja koja osigurava prenošenje radnog momenta pri nazivnoj brzini vrtnje.

##### Spojka Metalluk i spojka Pulvis
Spojka Metalluk i spojka Pulvis u biti nemaju konstruktivnih razlika. Njihov vodeći dio je kolo s lopaticama, a vođeni jednostavni bubanj. Vođeni dio može biti remenica, zupčanik i slično. Lopatice pregrađuju prostor unutar bubnja u izvjestan broj jednakih komora. U svaku od njih smješten je jednaki broj kuglica promjera od 5 do 10 mm, kod spojke Metalluk, odnosno grafitnih čeličnih zrnaca promjera 1 mm (kod spojke Pulvis). Pri malom broju okretaja, dok je djelujuća centrifugalna sila još mala, lopatice guraju kuglice pred sobom. Povećanjem broja okretaja raste centrifugalna sila koja je izražena sa:
{\displaystyle F_{c}=m\cdot r\cdot \omega ^{2}}
gdje je: m - masa kuglica, r - polumjer hvatišta te sile, ω - kutna brzina, te uzrokuje sve veću silu trenja klizanja između kuglica, a također između njih i unutrašnje obodne površine bubnja. Pri tome se, u određenom trenutku počinje prenositi i zakretni moment, koji također raste i na vođenoj strani. Konačno, otpor trenja na vođenoj strani postaje dovoljno velik da prestane klizanje i da nastupi sinkrono okretanje vodećeg i vođenog dijela. Ako u pogonu dođe do preopterećenja, klizanje nastupa ponovno. Da bi se ograničilo istrošenje zbog trenja u ovoj spojci, ona se puni mazivom (uljem). Prenosivi zakretni moment ovih spojka može se regulirati količinom čeličnih kuglica.

##### Čeljusne centrifugalne spojke
Čeljusne centrifugalne spojke predstavnici su spojka za regulirani puštanje u rad, koje tu funkciju obavljaju s pomoću opruga. Pri tome se one određenom protusilom suprotstavljaju stupnju tarnih površina u spojci u međusobni dodir pod utjecajem centrifugalne sile, pa se taj dodir uspostavlja istom onda kad centrifugalna sila postane veća od protusile opruge. Tek tada počinje djelovati opisani mehanizam prijenosa zakretnog momenta trenjem. Oprugama su međusobno spojeni dijelovi parova njenih tarnih dijelova (čeljusti), a zglobno su spojeni s vodećim dijelom spojke s pomoću svornjaka koji služe kao okretišta. Čeljusti su dakle obložene tarnim (frikcijskim) materijalom. Mirovanje vođenog dijela spojke (na primjer remenice za klinasto remenje) za vrijeme praznog hoda omogućeno je spojem s vratilom s pomoću kugličnih ležaja.

##### Hidrodinamička spojka
Hidrodinamička spojka, turbohidraulička spojka ili strujna spojka je spojka koja prenosi zakretni moment iskorištavanjem kinetičke energije struje tekućine (ulja niskog viskoziteta koje se ne pjeni). Tako na primjer turbohidraulička spojka Voith-Sinclair ima na pogonskoj strani rotor crpke (pumpe) kao primarno kolo, a na gonjenoj strani turbinski rotor kao sekundarno kolo. Oba rotora, crpke i turbine, zatvorena su u kućištu, koje je povezano s rotorom crpke i napunjeno uljem. Ako je brzina vrtnje crpke, koja je pogonski dio spojke i turbine, sinkronizirana, djelovanjem centrifugalne sile u prostoru lopatica crpke i turbine stvorit će se prsten od ulja. Kada zbog opterećenja na gonjenoj strani padne brzina vrtnje u odnosu na pogonsku stranu, pod djelovanjem centrifugalne sile struji ulje iz prostora lopatica crpke u prostor turbinskih lopatica. Djelovanjem centrifugalnih sila daje ulje lopaticama turbine zakretni moment. On se može regulirati promjenom količine ulja. Hidrodinamičke spojke mogu biti:
- hidrodinamička spojka sa stalnim punjenjem,
  - hidrodinamička spojka s komorom za kašnjenje,
  - hidrodinamička spojka s prstenastom komorom,
  - hidrodinamička spojka s remenicom,
- hidrodinamička spojka s promjenjivim punjenjem,
  - hidrodinamička spojka s dvostrukom cirkulacijom.

##### Spojka s magnetskim prahom
Spojka s magnetskim prahom je vrsta spojke kod koje je sredstvo koje prenosi zakretni moment obično suspenzija praha od željeza u ulju ili smjesa tog praha s grafitom. Magnetiziranjem tog sredstva, koje se izvodi elektromagnetski, nastupa stvaranje (aglomeriranje) čestica praha u lančane tvorevine (formacije) i time povećanje unutrašnjeg trenja. Kad to dostigne veličinu, dovoljnu da pri određenom zakretnom momentu spoji obje polovice spojke, nastupa njihova sinkrona vrtnja (rotacija). Jakost unutrašnjeg trenja u mediju pri uključenju razmjerna je jačini električne struje, što znači da se prenosivi moment dade lako upravljati (regulirati). 

#### Sigurnosne spojke
Sigurnosna spojka je spojka koja služi za spajanje u slučajevima kada mogu nastati preopterećenja, koja mogu uzrokovati oštećenja i lomove dijelova koje treba spojiti, ili koja bi mogla ugroziti normalan rad stroja. Preopterećenja mogu nastati na primjer zbog ulaza stranih tijela (kamenja ili metalnih dijelova) u mješalice, mlinove ili drobilice, te zbog drugih smetnji, kao što su zaribavanje ležajeva i tome slično. Prema tome sve spojke, koje mogu prenositi zakretni moment pri asinkronoj vrtnji (rotaciji) njihovih dijelova, mogu se upotrijebiti kao sigurnosne spojke. One se zato mogu jednostavno podesiti, tako da pri prekoračenju nekog dopuštenog zakretnog momenta prestaju raditi sinkrono, pa djeluju idealno prigušujuće.

##### Tarne sigurnosne spojke
Bez obzira na vrstu tarnih dijelova, ove se spojke izvode tako, da spomenuti uvjet za njihovu upotrebu u sigurnosne svrhe (stalna sila koja steže tarne dijelove) bude ispunjen. To se može postići na jedan od poznatih načina (s pomoću pneumatskih, hidrauličkih ili elektromagnetskih uređaja), a najjednostavnije oprugama. Konstrukcija mora predvidjeti izdašno odvođenje topline koja se razvija trenjem klizanja. Jedna izvedba lamelne sigurnosne spojke s oprugama prikazana je na slici. To su zapravo tarne spojke kod kojih je pritisak na tarne površine ostvaren s pomoću uzdužnih (aksijalnih) opruga koje djeluju na paket lamela. Za vrijeme mirovanja pritisak se može regulirati s pomoću bočnih vijaka. Kad zakretni moment za vrijeme rada prekorači postavljenu vrijednost dolazi među lamelama do klizanja.

##### Sigurnosna spojka sa svornjacima
Sigurnosna spojka sa svornjacima je jednostavna spojka kod koje se moment uvijanja (torzije) prenosi pomoću svornjaka koji se pri preopterećenju lome. Svornjaci su uloženi u zakaljene čahure. Presjek svornjaka tako je dimenzioniran da do loma svornjaka dolazi pri prekoračenju dopuštenog momenta torzije. Slomljeni svornjaci mogu se, pošto je zaustavljeno okretanje, lako zamijeniti novima. Loša strana spojke sa svornjacima je gubitak vremena na zamjenu puknutih svornjaka.

##### Sigurnosna spojka s kuglicama, kandžama i s poprečnim grebenom
Glavni dijelovi ove vrste sigurnosnih spojki su opruge i dijelovi za vezu (kuglice, valjčići, greben ili kandže). Veza je ostvarena pritiskom opruga na kandže i na poprečni (radijalni) greben. Pri preopterećenju dolazi do proklizivanja oboda uz veliku buku i naglo zagrijavanje spojke. Dijelovi za vezu su izloženi znatnim dodirnim naprezanjima u svim uvjetima rada, i trošenju pri povremenom proklizivanju. Ove spojke imaju veću točnost i pouzdanost djelovanja u odnosu na sigurnosne tarne spojke. 
Sigurnosna spojka s kuglicom za prijenos niskih momenata uvijanja je vrlo jednostavna, sastoji se od pogonske polovine, gonjene polovine, dviju kuglica i zavojne opruge. Opruga pritišće kuglice u udubljenja i na taj način se prenosi moment torzije s pogonskog na gonjeni dio. Pri preopterećenju uzdužna (aksijalna) sila kuglice svladava otpor opruge i dolazi do proklizavanja, te pri tome kuglice preskaču udubljenja i buče.

#### Slobodnookretljive spojke
Slobodnookretljiva spojka ili jednosmjerna spojka (često poznata pod nazivom "spojka slobodnog hoda") je vrsta spojke koja uključuje vođeni dio samo u jednom smjeru vrtnje (rotacije). U drugom ona ga isključuje, a isto tako i kad vođeni dio pretiče vodeći. Zbog toga ove spojke djeluju u jednom smjeru vrtnje kao kočnice, a u suprotnom kao slobodnookretljivi dijelovi. Neke od tih spojka obavljaju opisanu ulogu trenjem među dijelovima, a druge to čine oblikom (ustavljačem i palcima). Zadatak ovih spojki je onemogućavanje prenošenja momenta uvijanja (torzije) u neželjenom smjeru ili da omogući automatsko isključenje mehanizma u trenutku promjene smjera okretanja. Po načinu ostvarivanja veze jednosmjerne spojke se dijele na: kandžaste, zupčaste i tarne. Jednosmjerne spojke se dijele na uzdužne (aksijalne) i poprečne (radijalne).

##### Slobodnookretljiva spojka s ustavljačem i palcima ili zaporna spojka
Nedostatak ovih spojki jesu razmjerno veliki prazni hod i udarno uključenje. Zbog toga se uglavnom upotrebljavaju samo tamo gdje se prenose mali zakretni momenti (na primjer kod mehaničkih satova).

##### Uzdužno ili aksijalno slobodnookretljiva spojka
Uzdužno ili aksijalno slobodnookretljiva spojka je zapravo tarna spojka sa stožastim tarnim površinama, od kojih se jedna nalazi na matici vodećeg dijela, a druga na vođenom dijelu. Matica obuhvata vijak vodećeg dijela koji je napravljen na vodećem vratilu s pomoću kvadratnog navoja, tako da se u smjeru vrtnje, u kojem treba prenositi moment vrtnje, uzdužno primiče prema vođenom dijelu, a u suprotnom od njega odmiče, uključujući, odnosno isključujući pri tome spojku. Ove spojke također se upotrebljavaju za prijenos malih zakretnih momenata.

##### Poprečno ili radijalno slobodnookretljiva spojka
Poprečno ili radijalno slobodnookretljiva spojka prenosi moment vrtnje trenjem. Obodna površina jednog od njihovih dijelova (u većini slučajeva unutrašnjeg) ima izdanke kojima je jedna strana više-manje okomita, dok je druga više položena, tako da je prostor između njega i glatke obodne površine s jedne strane širi, a s druge uži. Zbog toga se u taj prostor smješteni čelični valjčići slobodno kotrljaju po obodnoj površini dijela s izdancima u onom smjeru vrtnje pri kojem dospijevaju na širi kraj tog prostora, a spojka je pri tome isključena. Pri suprotnom smjeru vrtnje valjčići se pomaknu prema užem kraju, tako da vrlo brzo između njihovih površina i površina polovica spojke nastaje trenje potrebno za prijenos momenta vrtnje. Da bi to njihovo pomicanje bilo brže, podupiru se oprugama koje tlače valjke u tom smjeru. Ove spojke koriste se za prenošenje momenata vrtnje srednje veličine. Poprečne jednosmjerne spojke se u tehničkoj praksi upotrebljavaju češće od uzdužnih. Modernije izvedbe imaju valjčiće nekružnog presjeka, koji zbog većeg polumjera na mjestu dodira imaju znatno veću nosivost i duži vijek trajanja.

## Spojke za spajanje priključnih vozila
Spojke za spajanje priključnih vozila služe za njihovo spajanje međusobno i na vučno vozilo. Cestovna vozila, osobna i teretna, opremaju se spojkom za priključivanje i vuču prikolice. Kod lakših vozila to je savijena čelična šipka u obliku kuke s kuglastim završetkom promjera 50 milimetara, na koji se stavlja odgovarajuća čaška montirana na prikolici. Teža vozila imaju spojku u obliku ploče s provrtom, dok se na prikolici nalazi spojna šipka s okom. Kroz provrt i oko umeće se zatik. Tračnička vozila obično imaju spojku smještenu između odbojnika ili u njihovu sklopu. Lakša tračnička vozila (uskotračna željeznica, tramvaj) imaju spojku opremljenu zatikom, a ostala se vezuju preko vijčane spojke ili različito izvedenih automatskih spojki. Spojke svih vozila opremljene su sigurnosnim uređajima i dodatnim spojem za signalizaciju i rasvjetu.